# Кубок Північної Македонії з футболу 2020—2021
Кубок Північної Македонії з футболу 2020–2021 — 29-й розіграш кубкового футбольного турніру в Македонії. Титул втретє здобув Сілекс.

## Календар
| Раунд        | Дата               | Матчі | Клуби   |
| ------------ | ------------------ | ----- | ------- |
| Перший раунд | 22-23 вересня 2020 | 12    | 28 → 16 |
| 1/8 фіналу   | 21 жовтня 2020     | 8     | 16 → 8  |
| 1/4 фіналу   | 25 листопада 2020  | 4     | 8 → 4   |
| 1/2 фіналу   | 6-7 квітня 2021    | 2     | 4 → 2   |
| Фінал        | 19 травня 2021     | 1     | 2 → 1   |

## Перший раунд
| Команда 1               | Рахунок      | Команда 2     |
| ----------------------- | ------------ | ------------- |
| 22 вересня 2020         |              |               |
| Вардарі (Форіне) (2)    | 2:2 пен. 8:9 | Вардар        |
| 23 вересня 2020         |              |               |
| Македонія Гьорче Петров | 0:0 пен. 5:4 | Побєда (2)    |
| Пелістер                | 4:0          | Люботен (3)   |
| Слога 1934 (2)          | 1:2          | Шкупі         |
| Велешта (2)             | 1:2          | Кожуф         |
| Росоман 83 (2)          | 1:5          | Беласиця      |
| Охрид (2)               | 0:4          | Ренова        |
| Сілекс                  | 3:0          | Лабунішта (2) |
| Саса (2)                | 2:2 пен. 3:1 | Борец         |
| Гостивар (2)            | 5:0          | Тиквеш (2)    |
| Влазрімі 77 (2)         | 0:0 пен. 3:4 | Работнічкі    |
| Кіт-Го Пехчево (2)      | 2:1          | Скоп'є (2)    |

## 1/8 фіналу
| Команда 1               | Рахунок      | Команда 2          |
| ----------------------- | ------------ | ------------------ |
| 21 жовтня 2020          |              |                    |
| Академія Пандєва        | 1:0          | Вардар             |
| Македонія Гьорче Петров | 6:0          | Саса (2)           |
| Шкендія                 | 1:0          | Гостивар (2)       |
| Шкупі                   | 5:0          | Кіт-Го Пехчево (2) |
| Кожуф                   | 1:3          | Сілекс             |
| Струга                  | 0:0 пен. 4:3 | Работнічкі         |
| Брегальниця (Штип) (2)  | 0:1          | Беласиця           |
| Ренова                  | 2:2 пен. 6:5 | Пелістер           |

## 1/4 фіналу
| Команда 1         | Рахунок      | Команда 2               |
| ----------------- | ------------ | ----------------------- |
| 25 листопада 2020 |              |                         |
| Академія Пандєва  | 2:1          | Шкупі                   |
| Беласиця          | 1:4          | Македонія Гьорче Петров |
| Сілекс            | 0:0 пен. 4:2 | Шкендія                 |
| Струга            | 1:0          | Ренова                  |

## 1/2 фіналу
| Команда 1               | Рахунок | Команда 2        |
| ----------------------- | ------- | ---------------- |
| 6 квітня 2021           |         |                  |
| Македонія Гьорче Петров | 1:3     | Академія Пандєва |
| 7 квітня 2021           |         |                  |
| Струга                  | 0:1     | Сілекс           |

## Фінал
| 19 травня 2021 20:00 (EEST) |

| Академія Пандєва | 0:0 дч   | Сілекс |
| ---------------- | -------- | ------ |
|                  | Протокол |        |

| Тоше Проескі, Скоп'є Глядачів: 0 Арбітр: Александар Ставрев |

|                                                      |     | Пенальті                                                 |  |
| Стоїлов · Ілієв · Маркоский · Дімоскі · Веліновський | 3:4 | Івановський · Штерев · Тімовський · Горгієв · Карчеський |  |